# 松田美智子 (作家)
松田 美智子（まつだ みちこ、1949年8月7日 -）は、日本の作家。本名は同じで、旧姓は熊本。松田 麻妙（まつだ まみ）、雨宮 早希（あめみや さき）の筆名でも執筆している。

## 来歴・人物
山口県岩国市の出身であり、父は自民党員で地元出身の元総理大臣の地区後援会長であった。学習院女子短期大学英文科在学中にミスコンテストで1位に入賞し、卒業後に金子信雄が主宰する劇団「新演劇人クラブ・マールイ」へ参加した。
1971年5月に劇団で同郷の松田優作と知り合い、6月から東京都世田谷区で同棲を始める。堀真弓（ほり まゆみ）の芸名で女優として活動し、TBSテレビ『ポーラテレビ小説』第7作『ひまわりの道』（1971年）などに出演したが、1975年9月21日に優作と結婚し、女優活動を停止した。芸名の真弓を縮め、家庭ではマミと呼ばれていた。
1976年12月25日に長女が生まれるも、優作と熊谷美由紀の不倫が原因で1981年12月24日に離婚。娘の名字は変えたくないとする優作の求めに応じ、離婚後も戸籍は松田の氏を続けている。松田の氏を続けることについて松田優作神話の利用ではないかと批判も受けるが、美智子自身は「これは本名ですから。離婚する際に本人と話し合って決めたことです。べつに松田優作の妻でしたと言って、本が書けるわけでもないし。メディアが書くのは、説明しやすいとか、付加価値がつくということなのかと受け止めています」と発言している。
離婚後はシナリオライターを経て、ノンフィクション作家として活動する。シナリオライター時代は、高名な作家のゴーストライターとして映画の脚本を執筆したこともある。大下英治は、『蘇る松田優作』の執筆にあたり取材対象の美智子に原稿を見せて確認を求めると、美智子の加筆や削除に作家としての才能を認め、優作との生活を書くように 勧めた。これをきっかけに処女作となる『永遠の挑発』を「松田麻妙」名義で綴った。
1994年の『大学助教授の不完全犯罪』以降、犯罪ノンフィクション分野を手掛け、実際に起きた異常な犯罪の裏側を描くことを得手としている。代表作の『女子高校生誘拐飼育事件』は『完全なる飼育』と改題され映画化された。1997年に「雨宮早希」名義で上梓した小説『EM（エンバーミング）』は、のちにシリーズ化された。
著書では、優作が遊廓の一角で生まれ育ったことや韓国籍であることで悩んでいた姿を書いている。優作は『太陽にほえろ!』のレギュラー出演に際して1973年12月に韓国籍から離脱したが、父親の人脈から元総理大臣へ陳情して、優作の日本国籍獲得に協力した。「ファンが語る優作はどこか、漫画的です。血が通っていないというんでしょうか」と語っている。2008年に『越境者松田優作』発表の際に受けたインタビューでは「今後、優作について書くことはないと思います。私の読者には、私が松田優作の妻だったことを知らない人も多いようです。このまま、またそういう状態に戻って小説やノンフィクションを書き続けたいです」と語った。

## 著書
- 『永遠の挑発 - 松田優作との21年』（松田麻妙 リム出版 1991年10月）ISBN 978-4871202596
  - リム出版新社 改装版 (1999年2月) ISBN 978-4898001219
- 『愛の暗闇の中へ』（松田麻妙 リム出版 1992年5月）ISBN 978-4871202800
- 『嵐の果てに』（松田麻妙 リム出版新社 1993年9月）ISBN 978-4898000885
- 『大学助教授の不完全犯罪』女子大生殺害・一家心中事件（恒友出版“ドキュメント「事件」”シリーズ 1994年9月）ISBN 978-4765240833
- 『少女はなぜ逃げなかったのか 女子高校生誘拐飼育事件』（恒友出版“ドキュメント「事件」”シリーズ 1994年10月）ISBN 978-4765240857
  - 『女子高校生誘拐飼育事件』（幻冬舎アウトロー文庫 1997年10月）ISBN 978-4877285135
- 『愛の奇蹟 阪神大震災―語り継ぐ感動実話集』（早稲田出版 (1995年4月）ISBN 978-4898271605
- 『やがて哀しき「ラブ・ノート」幼女殺害・死体遺棄事件』（恒友出版“ドキュメント「事件」”シリーズ 1995年4月）ISBN 978-4765250894
  - 『情事の果て』（幻冬舎アウトロー文庫 1998年4月）ISBN 978-4877285968
- 『オウムの女』（早稲田出版 1995年12月）ISBN 978-4898271674
- 『真夜中の侵入者 若手市会議員・連続わいせつ事件』（恒友出版“ドキュメント「事件」”シリーズ 1996年1月）ISBN 978-4765251037
- 『なにが彼女を狂わせたか 美人銀行員のオンライン横領事件』（恒友出版“ドキュメント「事件」”シリーズ 1996年3月）ISBN 978-4765261050
  - 『美人銀行員のオンライン横領事件』（幻冬舎アウトロー文庫 1997年12月）ISBN 978-4877285531
- 『ガンは切ると早死にする 「告知」と「手術」ひとつの結論』（早稲田出版 1997年3月）ISBN 978-4898271797
- 『顔のない女』（雨宮早希 幻冬舎 1997年11月）ISBN 978-4877289164
- 『EM（エンバーミング）』（雨宮早希　幻冬舎文庫 1998年10月）ISBN 978-4877286422
- 『ボーダーライン』（雨宮早希 幻冬舎 1998年6月）ISBN 978-4877289348
- 『福田和子はなぜ男を魅了するのか 〈松山ホステス殺人事件全軌跡〉』（幻冬舎 1999年1月）ISBN 978-4877282820
  - 『整形逃亡 松山ホステス殺人事件』（幻冬舎アウトロー文庫 2000年2月）ISBN 978-4877288532
- 『スクープ』（幻冬舎 2000年3月）ISBN 978-4877289522
- 『迷宮の女』（光文社文庫 2000年10月）ISBN 978-4334730697
- 『土を噛む女』（光文社文庫 2001年5月）ISBN 978-4334731533
- 『絶体絶命〈1〉署長の首』（幻冬舎文庫 2001年8月）ISBN 978-4344401556
- 『柩の中の殺意』（光文社文庫 2001年10月）ISBN 978-4334732165
- 『華やかな喪装 駒沢署別働班』（祥伝社文庫 2002年1月）ISBN 978-4396330170
- 『カプセル 新潟少女監禁事件密室の3364日』（主婦と生活社 2002年3月）ISBN 978-4391126211
  - 『新潟少女監禁事件』（朝日文庫 2009年2月）ISBN 978-4022616081
- 『秘密の地下室 完全なる飼育』（光文社文庫 2002年8月）ISBN 978-4334733674
- 『完全なる飼育 香港情夜』（ノベライズ 竹書房文庫 2003年3月）ISBN 978-4812411568
- 『忘却の村 完全なる飼育』（光文社文庫 2003年10月）ISBN 978-4334735746
- 『結婚と純愛のあいだ』（光文社文庫 2004年11月）ISBN 978-4334737917
- 『天国のスープ』（文藝春秋 2007年2月）ISBN 978-4334737917
- 『越境者 松田優作』（新潮社 2008年1月）ISBN 978-4103064510
  - 『越境者 松田優作』（新潮文庫 2010年6月）ISBN 978-4101330419
- 『ゴンゾウ 伝説の刑事』（古沢良太脚本・ノベライズ 朝日文庫 2008年9月）ISBN 978-4022644497
- 『彼の秘密』（角川グループパブリッシング 2008年11月）ISBN 978-4048739146
- 『虫の知らせ 鳥兜のお咲』（朝日文庫 2009年8月）ISBN 978-4022645074
- 『完全なる飼育 メイド、for you』（幻冬舎アウトロー文庫 2009年12月）ISBN 978-4344414167
- 『サムライ　評伝三船敏郎』（文藝春秋 2014年1月）ISBN 978-4163900056
  - 『サムライ　評伝三船敏郎』（文春文庫 2015年11月）ISBN 978-4167904944
- 『禁じられた戯』（廣済堂出版、2014年3月）ISBN 978-4331059630
- 『仁義なき戦い　菅原文太伝』（新潮社、2021年6月）ISBN 978-4103064527
  - 『飢餓俳優　菅原文太伝』（新潮文庫、2024年11月）ISBN 978-4101330426
- 共著『水谷豊 自伝』（新潮社、2023年7月）

## 映像作品
- 完全なる飼育 1999 原作
- 完全なる飼育 愛の40日 2001 脚本監修
- 完全なる飼育 香港情夜 2002 原作
- 完全なる飼育 秘密の地下室 2003 原作
- 完全なる飼育 女理髪師の恋 2003 原案
- 禁断の事件簿 ストーカーを愛した女 2004 監修・脚本
- 完全なる飼育　赤い殺意 2004 原案
- 天国のスープ 2008 TVM 原作
- 完全なる飼育 メイド、for you 2009 原作
- TAP 完全なる飼育 2013 原作
- MIFUNE: THE LAST SAMURAI 2016 原案
- 完全なる飼育 étude 2020 原作